# ستايلز أو. كليمنتس
ستايلز أو. كليمنتس (بالإنجليزية: Stiles O. Clements) هو مهندس معماري أمريكي، ولد في 2 مارس 1883 في ماريلند في الولايات المتحدة، وتوفي في 15 يناير 1966 في لوس أنجلوس في الولايات المتحدة.